# Gurbachan Singh Randhawa
Gurbachan Singh Randhawa (ur. 6 czerwca 1939 w Nangli, Amritsar) – indyjski lekkoatleta, specjalizujący się w dziesięcioboju i biegach płotkarskich, aczkolwiek z powodzeniem startujący również w innych konkurencjach lekkoatletycznych.

## Lata młodości
Singh Randhawa urodził się w usportowionej rodzinie sikhów. Jego ojciec Tehal oraz dwóch braci: Harbhajan i Joginder było sportowcami. Wszyscy oprócz Jogindera, który uprawiał siatkówkę, byli lekkoatletami. Od najmłodszych lat również Gurbachan wykazywał talent lekkoatletyczny, który szlifował na Khalsa College w Amritsar i Government College w Lahaur. Osiągał dobre wyniki zarówno w konkurencjach biegowych, jak również rzutowych i skokowych, w związku z czym jego trener zachęcił go do uprawiania dziesięcioboju.

## Kariera
Na mistrzostwach kraju w 1960 zwyciężył w dziesięcioboju, biegu na 110 m przez płotki, skoku wzwyż i rzucie oszczepem, w każdej z tych konkurencji bijąc rekord kraju. W tym samym roku wystartował na igrzyskach olimpijskich. Zajął na nich 29. miejsce w kwalifikacjach skoku wzwyż, nie przechodząc do finału oraz nie ukończył dziesięcioboju. W 1961 został uhonorowany Arjuna Award i wstąpił do Central Reserve Police Force. W 1962 wygrał igrzyska azjatyckie w dziesięcioboju, a także był 5. w biegu na 110 m ppł oraz rzucie oszczepem. Został również uznany najlepszym lekkoatletą tych zawodów. Niedługo potem zakończył starty w dziesięcioboju i skupił się na występach w biegu na 110 m ppł. W 1964 w tej konkurencji rywalizował podczas igrzysk olimpijskich. W pierwszej rundzie zajął 4. miejsce w swoim biegu eliminacyjnym z czasem 14,3 s i awansował do półfinału. Tam uplasował się na 2. pozycji w swoim biegu eliminacyjnym z czasem 14,0 s i awansował do finału. Przed finałem padał ulewny deszcz, temperatura spadła do 14 °C, bieżnia była nasiąknięta wodą. Sześciu zawodników przebiegło linię mety w bardzo zbliżonym czasie (2. i 3. na mecie – 13,7 s; 5. i 6. –  14,0 s, 7. i 8. –  14,1 s), w związku z czym konieczny był odczyt z fotofiniszu, aby potwierdzić kolejność miejsc. Ostatecznie okazało się, że w biegu finałowym Randhawa był 5., uzyskując czas 14,09 s. Na tych igrzyskach był chorążym indyjskiej kadry. 
Jego czas w biegu na 110 m ppł przez 29 lat pozostawał rekordem kraju. Przez 11 lat należał do niego rekord Indii w dziesięcioboju; ponadto przez jakiś czas dzierżył rekord kraju w rzucie oszczepem i skoku wzwyż.

## Medale i odznaczenia
W 2005 został odznaczony orderem Padma Shri.

## Życie prywatne
Ma syna Ranjita.